# Barleria greenii
Barleria greenii es una especie de planta con flores del género Barleria, familia Acanthaceae.
Es nativa de KwaZulu-Natal.